# Эксельсиор

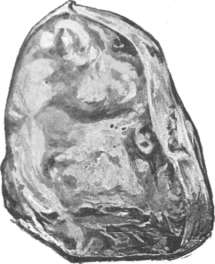

Эксельсиор, Эксцельсиор — алмаз, найденный 30 июня 1893 года на руднике Яхерсфонтейн, на территории современной ЮАР. Имел массу 971 ¾ карат (194,2 грамм) и был крупнейшим найденным алмазом до тех пор, пока его не опередил «Куллинан», найденный в 1905 году. «Эксельсиор» обладал превосходными качествами, имел голубовато-белый оттенок. Камень был огранён амстердамской фирмой «I.J Asscher diamond company» (ныне «Royal Asscher Diamond Company») в 1904 году, в результате чего был получен 21 камень, масса самого крупного из которых составляла 70 карат. Камни позже были распроданы по отдельности.
Масса всех ограненных камней равна 373,75 метрических карат; при этом потеря в массе составила 62,44 %.